# Свети Георги (Ораовица)
„Свети великомъченик Георги“ (на сръбски: Манастир Светог великомученика Георгија) е православен манастир в прешевското село Ораовица, Пчински окръг, Южна Сърбия.
Ораовица е идентифицирана в научната литература със средновековното село Архилевица, често срещано в изворите. Църквата е разположена непосредствено северно от Ораовица. Смята се, че е построена върху църква, посветена на Света Богородица от XIV век. Изградена е по времето на управлението на Деяновичи. Църквата е обявена за защитен паметкин на културата. В 1989 година е обновена и сградата и камбанарията. Църковните камани в гробището около храма са потрошени при конфликта между сърби и албанци в края на XX – началото на XXI век.